# بسم الله خان
بسم الله خان (وُلِدَ باسم: قمر الدين خان، 21 آذار/مارس 1916 - ت. 21 آب/أغسطس 2006).

كان واحدًا من كبار الموسيقيين الهنود، اشتهر بالعزف على آلة الشهناي (آلة نفخ خشبيّة من القصب)، ويُشار إليه عادةً بلقب التعظيم "أستاذ". يُنسب إليه الفضل في الترويج للشهناي، وجعلها آلة ذات أهميّة في الموسيقى الهندية التقليدية. صحيح أنه كانت للشهناي أهمية منذ فترة طويلة كأداة شعبية تُعزف في المقام الأول في الاحتفالات التقليدية، ولكنَّ خان رفع مكانتها ونقل العزف عليها إلى مرحلة العزف الموسيقي الاحتفاليّ. 

كان بسم الله خان ثالث عازف هندي للموسيقى الكلاسيكية يحصل على أعلى وسام مدني في الهند، وسام "بهارات راتنا" (في عام 2001). كما كان من بين الأشخاص القلائل الذين حصلوا على أعلى درجات التكريم المدنية الأربعة في الهند.

## حياته
ولد بسم الله خان في 21 مارس 1916 لعائلة من الموسيقيين المسلمين التقليديين في مدينة دومراون في الهند البريطانية، وهو الابن الثاني لبايغمبر بخش خان وميثانبي. كان والده عازفًا في بلاط المهراجا كيشاف براساد سينغ في دولة دومراون الموجودة في بهار. كان جداه الأستاذ سالار حسين خان، ورسول بخش خان عازفين في قصر دومراون. أطلِق عليه اسم قمر الدين عند ولادته، على قافية باسم أخيه الأكبر شمس الدين. عند رؤية المولود الجديد، قيل إن جده رسول بخش خان، وهو أيضًا عازف على آلة الشهناي، قد هتف "بسم الله" أو "بسم الله"، وهكذا صار يُطلَق عليه هذا الاسم فيما بعد.

انتقل في جيل السادسة إلى فاراناسي في ولاية أتر برديش، ليتدرب عند خاله علي بوكس المشهور بولاية خان، عازف الشهناي الملحق بمعبد كاشي فيشواناث. في سن الرابعة عشرة، رافق بسم الله عمه إلى مؤتمر موسيقى الله أباد.

عزف الأستاذ بسم الله خان في أفغانستان، وإيران، والعراق، وهونغ كونغ، واليابان، وبلدان مختلفة في أوروبا، وكندا، والولايات المتحدة، والاتحاد السوفيتي، وغرب إفريقيا. 

على الرغم من شهرته الواسعة إلّا أنَّهُ حافظ على أسلوب حياة بسيط ومتواضع، وكان حريصًا على خصوصيته. كان رأيه أنه يجب الاستماع للموسيقيين، ولا ينبغي رؤيتهم. مع أنّه كان مسلمًا شيعيًا ورعًا، إلّا أنّه مثل العديد من الموسيقيين الهنود، بغض النظر عن ديانتهم، كان يؤمن بالآلهة الأم ساراسواتي. يُذكر  بسم الله خان كأحد أفضل العازفين في الموسيقى الكلاسيكية الهندية في فترة ما بعد الاستقلال، وهو نموذج للوحدة الهندوسية-الإسلامية في الهند. على عكس نظام الطبقات السائد في الهند حتى يومنا هذا، كان بسم الله خان معارضًا لهذا التمييز الطبقي، وعبَّر عن موقفه بجملته المأثورة: "الموسيقى لا تعرف الطبقات".

## وفاته
في 21 أغسطس 2006، بعد أن تدهورت صحته إثر إصابته باحتشاء في عضلة القلب، أدخِلَ إلى مستشفى التراث في فاراناسي لتلقي العلاج. ولكنّه تُوفّي عن عُمر يناهز 90 عامًا.أعلنت الحكومة الهندية يوم حداد وطني بعد وفاته. خلَّفَ وراءه خمسة أبناء وثلاث بنات. أمنيته الأخيرة في أن يعزف على الشهناي في بوابة الهند، لم تتحقق. ووري الثرى في مقبرة فاطمان في فاراناسي القديمة تحت شجرة النيم، ودُفنت مع جثته آلة شهناي. أثناء دفنه أطلق الجيش الهندي 21 طلقة تحيةً له.

## تلاميذه
آمن خان أنَّ مهارته في العزف هي من بركات الآلهة ناث (شيفا)، واعتقد أن هناك القليل مما يمكنه تعليمه لتلاميذه. نادرًا ما قبل خان تلاميذ عنده. لقد اعتقد أنه إذا كان قادرًا على مشاركة معرفته، فلن يكون ذلك مفيدًا لأنه لن يمنح طلابه سوى القليل من المعرفة. من بين تلاميذه وأتباعه: إس باليش، وكريشنا باليش، بالإضافة إلى ابني خان، ناظم حسين ونيار حسين.

## ذكراه

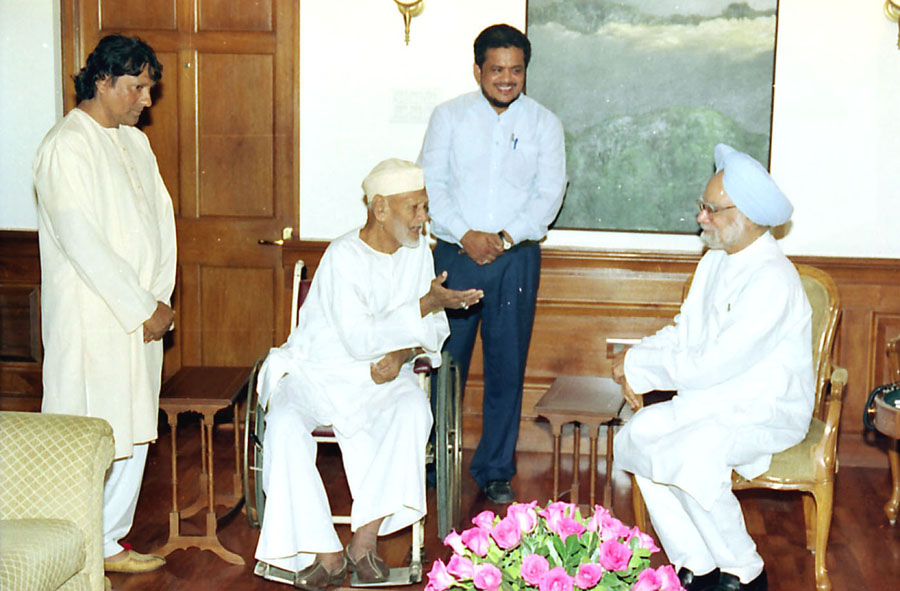
عازف الناي الأستاذ بسم الله خان أثناء لقاء مع رئيس الوزراء د. مانموهان سينغ، في نيودلهي في 30 سبتمبر 2004

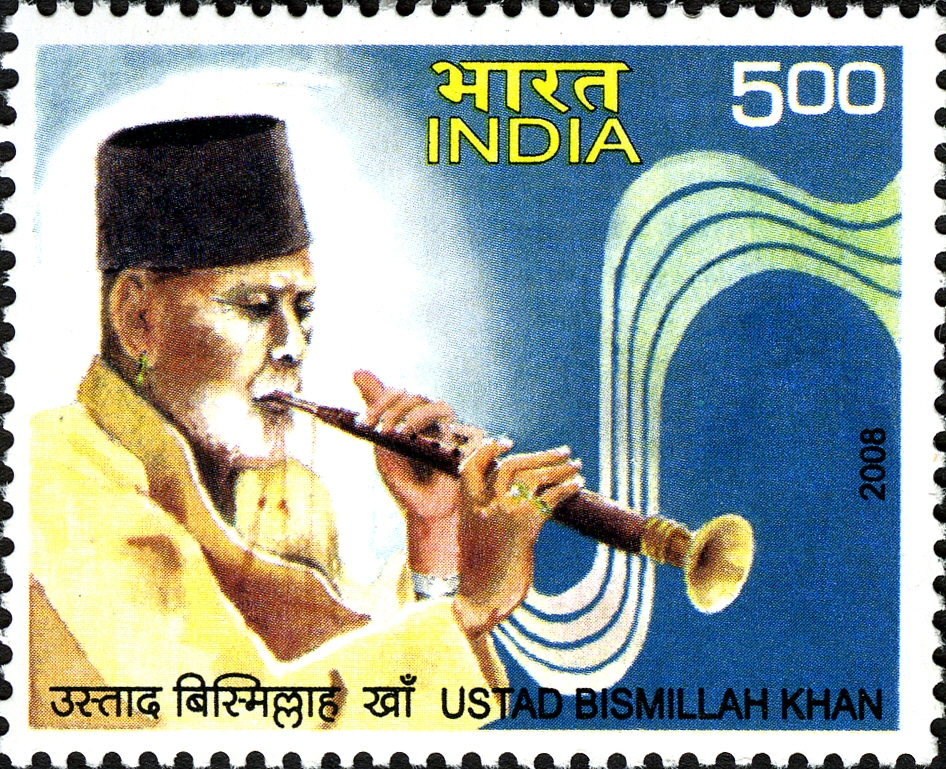
صورة بسم الله خان على طابع بريد هندي عام 2008.

في عام 2007 أنشأت "الأكاديمية الوطنية الهندية للموسيقى وفنون الرقص والدراما" (سانجيت ناتاك أكاديمي)، الموجودة في نيودلهي، جائزة تحمل اسم "أستاذ بسم الله خان يوفا بوراسكر"(Ustad Bismillah Khan Yuva Puraskar) على شرفه، وهي تُمنَح للفنانين الشباب في مجال الموسيقى والمسرح والرقص، كما اقترحت حكومة ولاية بهار إنشاء متحف، وقاعة بلدية، ومكتبة ونصب تمثال بالحجم الطبيعي لبسم الله خان في مسقط رأسه في دومراون.

احتفى محرّك البحث "غوغل" بذكرى ميلاد بسم الله خان في الذكرى 102 لميلاده، ووضع له رسمًا خاصًّا مبتكرًا على صفحته الرئيسية الهندية في 21 مارس 2018.

ذكر عازف الجيتار إريك كلابتون في الفيلم الوثائقي إريك كلابتون: الحياة في 12 بارًا، أنّه تأثّر في طريقة عزفه بموسيقى بسم الله خان، وأنّه حاول استخدام جيتاره لتقليد موسيقى آلة الشهناي.

## في الثقافة الشعبية
شارك بسم الله خان بشكل طفيف في السينما الهنديّة، فقد عزف موسيقى الشهناي المصاحبة لشخصية "أبانا"، وهو الدور الذي أدّاه راجكومار لأبانا في فيلم "سانادي أبانا" بلغة الكنادا، من إخراج فيجاي ردّي، والذي أصبح من الأفلام الهندية الشهيرة. مثَّل في فيلم "غرفة المزسيقى" (بالبنغالية: জলসাঘর)  من إخراج ساتياجيت راي، وعزف الموسيقى التصويرية في فيلم "نداء الشهناي" (Goonj Uthi Shehnai) عام 1959.

قام المخرج الهندي الشهير جوتام جوس بإخراج الفيلم الوثاقي "لقاء المُعلِّم" (سانج ميل سي مُلاقات) عام 1989، وهو فيلم وثائقي  يتناول حياة بسم الله خان.
1. ↑  MusicBrainz (بالإنجليزية), MetaBrainz Foundation, QID:Q14005